# Anagnóstis Spiliotákis
Anagnóstis (ou Dimítrios) Spiliotákis (grec moderne : Αναγνώστης / Δημήτριος Σπηλιωτάκης), né à Mistra et mort le 6 juin 1826 à Nauplie était un combattant et homme politique grec qui participa à la guerre d'indépendance grecque.
Il fut initié dans la Filikí Etería et participa aux combats de la guerre d'indépendance. Il fut élu en 1823 à l'assemblée nationale d'Astros et nommé ensuite membre de l'Exécutif grec de 1824.

## Sources
- (el) Phótios Chrysanthópoulos, Βίοι Πελοποννησίων ανδρών και των εξώθεν εις την Πελοπόννησον ελθόντων κληρικών, στρατιωτικών και πολιτικών των αγωνισαμένων τον αγώνα της επαναστάσεως, Athènes, Stávros Andrópoulos,‎ 1888, 335 p. (lire en ligne) pp. 77
- (el) Parlement grec, Μητρώο Πληρεξουσίων, Γερουσαστών και Βουλευτών. 1822-1935, Athènes, Parlement grec,‎ 1986, 159 p. (lire en ligne) [PDF]